# Saxie Dowell
Saxie Dowell, geboren als Horace Kirby Dowell (Raleigh (North Carolina), 24 mei 1904 - 22 juli 1974), was een Amerikaanse jazz-singer-songwriter en orkestleider.

## Biografie
Dowell bezocht de University of North Carolina - Chapel Hill, waar hij Hal Kemp ontmoette. Hij voegde zich bij Kemps orkest als blazer (tenorsaxofoon, klarinet, fluit) en zanger in de herfst van 1925. Dowell componeerde I Dont Care, dat werd opgenomen door Kemp in 1928 bij Brunswick Records. Toen de band begin jaren 1930 van stijl veranderde naar dansband, werd Dowell de komische zanger van de band. Three Little Fishies werd een kassucces in 1939 en Dowell werd verwikkeld in een juridisch geschil met de tekstschrijvers Josephine Carringer en Bernice Idins.
Na het succes van de song verliet Dowell Kemp in hetzelfde jaar en formeerde deze zijn eigen band. In 1940 schreef hij de populaire song Playmates. Tijdens de Tweede Wereldoorlog diende hij heldhaftig in de United States Navy aan boord van het gedoemde vliegdekschip USS Franklin (CV13). Rond 1946 leidde hij een naval air station-band, met de toen 14-jarige Keely Smith als zangeres. Na de oorlog reorganiseerde hij zijn orkest en kreeg hij enkele goede verplichtingen, meestal in de regio van Chicago, trad hij op in een short en maakte hij een paar opnamen voor Sonora Records. Omstreeks 1949 werd hij diskjockey voor het radiostation WGN in Chicago.
Saxie Dowells songs waren I Don't Care, Your Magic Kisses, Three Little Fishies, Playmates (Come Out and Play With Me), The Canasta Song, Tonight I'm Thinking Of You, All I've Got Is Me en Turnabout is Fair Play.
Hij trok zich eind jaren 1950 terug en verhuisde naar Scottsdale. Hij deed wat parttime werk als diskjockey bij KTAR in Phoenix tijdens zijn pensioenjaren.
- International Standard Name Identifier: 0000 0000 4623 4348
- Library of Congress Control Number: no2002028857
- MusicBrainz: 77e8dbd3-da94-408b-983f-b8759e42c6ba
- SNAC: w6k1036c
- Virtual International Authority File: 34121446
- WorldCat: E39PBJh4y7hbbjy6jCCBfpyPQq